# Pauwenstaart-viltkokerworm
De pauwenstaart-viltkokerworm (Sabella pavonina) ook wel pauwkokerworm of slijkkokerworm genoemd, is een borstelworm uit de familie Sabellidae. Sabella pavonina werd in 1822 voor het eerst wetenschappelijk beschreven door Savigny.

## Kenmerken
Het lichaam van deze 20 cm lange worm bestaat uit een kop, een cilindrisch, gesegmenteerd lichaam en een staartstukje. De kop bestaat uit een prostomium (gedeelte voor de mondopening) en een peristomium (gedeelte rond de mond) en draagt gepaarde palpen en cirri. 

## Leefwijze
Het dier leeft in een zelfgemaakte woonbuis van gekitte zandkorrels, soms vastgekit op een harde ondergrond, soms gedeeltelijk in zand of slik begraven. Ze verlaten hun woonbuis hoogst zelden. Slechts de tentakels steken buiten de woonbuis en vangen plankton en detritus op. Deze worden naar de mond vervoerd via een waterstroom die ontstaat door beweging van de tentakels bij het peristomium.